# Udruga studenata Europe
Udruga studenata Europe (AEGEE (fra. Association des États Généraux des Étudiants de l'Europe) najveća je transnacionalna, interdisciplinarna studentska organizacija u Europi.
Osnovana je 1985. i trenutno ima oko 13 000 godišnjih članova i više od 200 lokalnih grupa (antene) u sveučilišnim gradovima diljem Europe, uključujući Rusiju, Tursku i Kavkaz, s europskim odborom i sjedištem u Bruxellesu. Promiče ravnopravnu, demokratsku i ujedinjenu Europu, otvorenu svima preko državnih granica. Nekoliko stotina konferencija, obuka i kulturnih događaja organizira se svake godine diljem mreže, a AEGEE također zagovara potrebe i interese europskih studenata.
AEGEE ima godišnji izabrani europski odbor, upravni odbor sa sjedištem u Bruxellesu i brojne radne grupe na europskoj razini. Postoji velika mreža autonomnih lokalnih grupa, „antena”. Aktivni članovi sastaju se dva puta godišnje u proljeće i jesen na generalnoj skupštini pod nazivom agora, čiji je domaćin svaki put druga antena. Većina kandidata za pozicije na europskoj razini bira se na agori, čime se također ratificira osnivanje ili zatvaranje antena, radnih grupa i projekata. Postoji i manji godišnji Europski sastanak planiranja (EPM), namijenjen razvoju projekata i kampanja i obično se održava krajem zime: Tijekom EPM-a, AEGEE također radi na razvoju svog strateškog plana u agendi za cijelu AEGEE mrežu.
Kratki naziv "AEGEE" asocira na Egejsko more, jedno od rodnih mjesta demokracije, a puno ime uključuje prvi parlament osnovan u Francuskoj, États Généraux.
AEGEE je odigrao ključnu ulogu u nastanku programa Erasmus 1987. godine.

## Vanjske poveznice
- Službena internetska stranica Udruga studenata Europe - Zagreb